# At Va'Ani
 (хебр. את ואני; у преводу Ти и ја) песма је израелског певача Шлома Арција на хебрејском језику, са којом је представљала Израел на Песми Евровизије 1975. у Стокхолму. Био је то трећи по реду  наступ Израела на том такмичењу. Музику за песму компоновао је сам Арци, док је текст писао познати израелски текстописац Ехуд Манор. Жанровски је песма поп балада љубавне тематике.
Током финалне вечери Евросонга која је одржана 22. марта, израелски представник је наступо као дванаести по реду, а оркестром је током наступа уживо дириговао Елдад Шрим. Након гласања чланова стручног жирија из свих земаља учесница, песма At Va'Ani је са 40 освојених бодова заузела укупно 11. место у конкуренцији 19 композиција.

## Поени у финалу
| 12 поена | 10 поена  | 8 поена | 7 поена              | 6 поена                                                                   |
| -------- | --------- | ------- | -------------------- | ------------------------------------------------------------------------- |
| —        | Холандија | —       | —                    | Турска · Шведска                                                          |
| 5 поена  | 4 поена   | 3 поена | 2 поена              | 1 поен                                                                    |
| Норвешка | —         | Финска  | Швајцарска · Италија | Ирска · Француска · Немачка · Луксембург · Уједињено Краљевство · Белгија |